# Forces de défense territoriale (Ukraine)
Pour les articles homonymes, voir Force de défense territoriale.

Logo.

Les Forces de défense territoriale (en ukrainien : Війська територіальної оборони, Viiska terytorialnoi oborony ou Територіальна оборона, Terytorialna oborona), abrégé en Teroborona (Тероборона) ou TrO (ТрО), sont la force de réservistes des Forces armées de l'Ukraine.
Elles sont formées après la réorganisation des bataillons de défense territoriale, des milices de volontaires créées pendant la guerre russo-ukrainienne sous le commandement du ministère de la Défense. Ces bataillons existent de 2015 à 2021, avant d'être officiellement organisés en brigades au sein des Forces de défense territoriale.
Les brigades sont formées d'un noyau de réservistes à temps partiel, généralement d'anciens combattants, et en cas de guerre peuvent être élargies à des volontaires civils locaux pour la défense locale, en cas de mobilisation de masse (ce qui survient lors de l'invasion de l'Ukraine par la Russie). Ce noyau est censé diriger les volontaires mobilisés.
Les Forces de défense territoriale supervisent également la Légion internationale de défense territoriale d'Ukraine, formée de volontaires étrangers.

## Historique
La Force de défense territoriale a été réorganisée à partir des bataillons de défense, des volontaires, miliciens issus des besoins de la guerre du Donbass. Ils devinrent des réservistes qui peuvent être augmentés en cas de mobilisation de masse.
C'est le 1er janvier 2022 que la loi sur la défense du territoire – la loi sur les fondements de la résistance nationale – entre en vigueur.

## Missions
Conformément à la Constitution et aux lois votées par le Conseil Suprême, les unités de défense territoriale remplissent les missions suivantes :
- Protection des autorités publiques, des gouvernements locaux, des installations et points stratégiques, des entreprises publiques importantes et des communications
- Lutte contre le sabotage et les forces de renseignement ennemies
- Maintien de la sûreté et la sécurité dans les différentes divisions administratives de l'Ukraine (régions, villes, districts et cantons)
- Organisation de groupes de résistance et (ou) de guérilla - en cas de prise de territoire par l'ennemi
- Services de recherche, de sauvetage et d'intervention en cas de catastrophes naturelles
- Depuis le début de l'invasion russe de l'Ukraine, les brigades de défense territoriales, renforcées par un afflux de volontaires et de mobilisés, participent activement aux combats

## Organisation
Les forces de défense territoriales relèvent du commandement et de la direction du commandant en chef des forces armées. Le poste de commandement des forces de défense territoriales ukrainiennes (uk) a été élevé au niveau des commandants des branches des forces armées. Le commandant des Forces de Défense Territoriales a le même statut que le commandant des Forces d'assaut aérien ukrainiennes ou des Forces d'opérations spéciales, par exemple, y compris celui d'état-major.

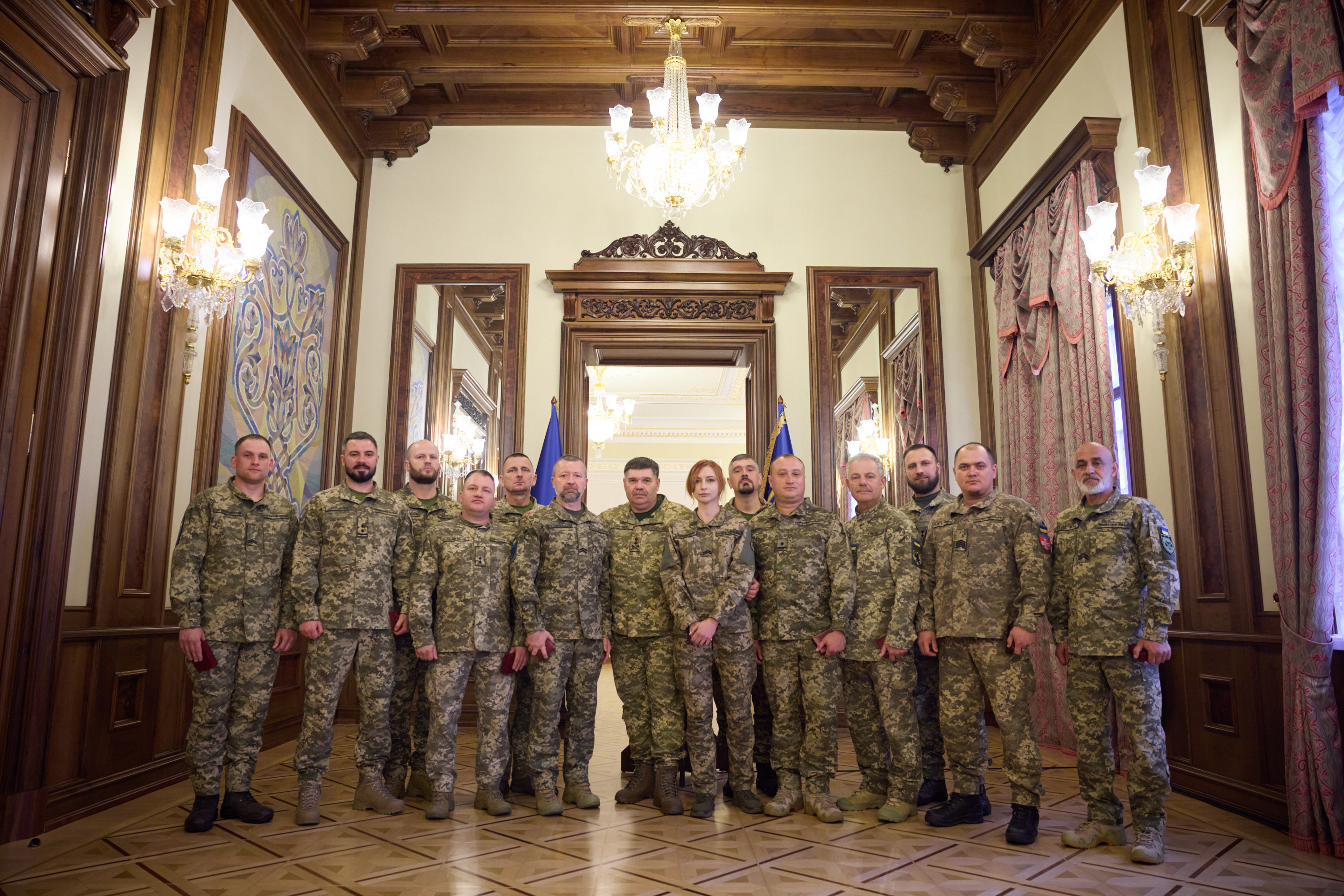
Le 2 10 2022, remise de décorations au palais présidentiel par Volodymyr Zelensky.

Étant donné que l'Ukraine compte 26 unités de division administrative (les oblasts d'Ukraine), chacune censée former sa propre brigade de défense territoriale, il serait difficile et peut-être inefficace de gérer un tel réseau à partir d'un quartier général. Par conséquent, le commandement opérationnel de chaque zone administrative militaire a établi un état-major régional pour ses forces de défense territoriale. Les forces de défense territoriales disposent désormais de quatre quartiers généraux régionaux : Commandement opérationnel nord, est, sud et ouest.
Les commandements régionaux supervisent les commandants de brigade de défense territoriale dans chaque région. La loi stipule que les forces de défense territoriales comptent 10 000 militaires en service actif sous contrat. Ils sont renforcés par la réserve passive, c'est-à-dire des civils qui ne font pas partie de la réserve opérationnelle active et qui n'ont aucune expérience de combat ou même aucune expérience de service militaire. La réserve passive est invitée à participer à des exercices de tir le week-end sur des champs d'entraînement afin d'apprendre à utiliser les armes de combat et de maintenir ses compétences à un niveau satisfaisant.
Une brigade de défense territoriale (3 500 personnes) comprend des bataillons, chacun jusqu'à 600 hommes. Il a fallu environ 2,5 mois depuis le 1er janvier 2022 pour renforcer 25 brigades. Au 24 février 2022, on estimait que les brigades de défense territoriale comptaient environ 70 000 militaires partiellement armés et équipés, les volontaires constituant le reste des effectifs.
Le 24 février 2022, dans le cadre de l'invasion de l'Ukraine par la Russie en 2022, le président ukrainien Volodymyr Zelensky décrète la mobilisation générale et appelle les citoyens à défendre leur pays contre l’invasion lancée par la Russie et à rejoindre la Force de défense territoriale ukrainienne,. Les forces de défense territoriale de Kiev n'ont reçu des armes que trois jours avant le déclenchement de l'invasion russe.
Selon Serhiy Sobko, le chef d'état-major de la Défense territoriale, le 17 mai 2022, 25 des 32 brigades participaient aux hostilités lors de l'invasion russe. Sobko déclare que les brigades sont déployées en dehors de leurs oblasts d'origine, malgré une idée fausse largement répandue selon laquelle leur zone d'opérations est limitée. Selon lui, la taille de la Défense territoriale était passée à 110 000 effectifs, répartis en 700 unités.

## Composition
Organigramme théorique début 2022. Elle comprend également la Légion internationale pour la défense territoriale de l'Ukraine fondée le 27 février 2022 à la suite de l'invasion russe.
|  | Brigade                                   | Oblast                   | Quartier général | Commandement opérationnel       |
|  | ----------------------------------------- | ------------------------ | ---------------- | ------------------------------- |
|  | 100e brigade de défense territoriale      | Oblast de Volhynie       | Loutsk           | Commandement opérationnel ouest |
|  | 101e brigade de défense territoriale      | Oblast de Transcarpatie  | Oujhorod         | Commandement opérationnel ouest |
|  | 102e brigade de défense territoriale      | Oblast d'Ivano-Frankivsk | Ivano-Frankivsk  | Commandement opérationnel ouest |
|  | 103e brigade de défense territoriale      | Oblast de Lviv           |                  | Commandement opérationnel ouest |
|  | 104e brigade de défense territoriale      | Oblast de Rivne          |                  | Commandement opérationnel ouest |
|  | 105e brigade de défense territoriale      | Oblast de Ternopil       |                  | Commandement opérationnel ouest |
|  | 106e brigade de défense territoriale      | Oblast de Khmelnytskyï   |                  | Commandement opérationnel ouest |
|  | 107e brigade de défense territoriale      | Oblast de Tchernivtsi    |                  | Commandement opérationnel ouest |
|  | 125e brigade de défense territoriale      | Lviv                     | Lviv             | Commandement opérationnel ouest |
|  | 108e brigade de défense territoriale      | Oblast de Dnipropetrovsk | Dnipro           | Commandement opérationnel est   |
|  | 109e brigade de défense territoriale      | Oblast de Donetsk        | Kramatorsk       | Commandement opérationnel est   |
|  | 110e brigade de défense territoriale      | Oblast de Zaporijjia     |                  | Commandement opérationnel est   |
|  | 111e brigade de défense territoriale (uk) | Oblast de Louhansk       | Sievierodonetsk  | Commandement opérationnel est   |
|  | 113e brigade de défense territoriale      | Oblast de Kharkiv        |                  | Commandement opérationnel est   |
|  | 127e brigade de défense territoriale      | Kharkiv                  | Kharkiv          | Commandement opérationnel est   |
|  | 128e brigade de défense territoriale      | Dnipro                   | Dnipro           | Commandement opérationnel est   |
|  | 129e brigade de défense territoriale      | Kryvyï Rih               | Kryvyï Rih       | Commandement opérationnel est   |
|  | 112e brigade de défense territoriale      | Kiev                     | Kiev             | Commandement opérationnel nord  |
|  | 114e brigade de défense territoriale      | Oblast de Kiev           |                  | Commandement opérationnel nord  |
|  | 115e brigade de défense territoriale (uk) | Oblast de Jytomyr        |                  | Commandement opérationnel nord  |
|  | 116e brigade de défense territoriale      | Oblast de Poltava        |                  | Commandement opérationnel nord  |
|  | 117e brigade de défense territoriale      | Oblast de Soumy          |                  | Commandement opérationnel nord  |
|  | 118e brigade de défense territoriale      | Oblast de Tcherkassy     |                  | Commandement opérationnel nord  |
|  | 119e brigade de défense territoriale      | Oblast de Tchernihiv     |                  | Commandement opérationnel nord  |
|  | 241e brigade de défense territoriale      | Kiev                     | Kiev             | Commandement opérationnel nord  |
|  | 120e brigade de défense territoriale (uk) | Oblast de Vinnytsia      |                  | Commandement opérationnel sud   |
|  | 121e brigade de défense territoriale (uk) | Oblast de Kirovohrad     | Kropyvnytskyï    | Commandement opérationnel sud   |
|  | 122e brigade de défense territoriale      | Oblast d'Odessa          |                  | Commandement opérationnel sud   |
|  | 123e brigade de défense territoriale      | Oblast de Mykolaïv       |                  | Commandement opérationnel sud   |
|  | 124e brigade de défense territoriale      | Oblast de Kherson        |                  | Commandement opérationnel sud   |
|  | 126e brigade de défense territoriale      | Odessa                   | Odessa           | Commandement opérationnel sud   |

À partir de la fin 2023, l'armée ukrainienne commence à transformer les brigades de défenses territoriales en brigades de manoeuvre plus dotées. Plusieurs brigades sont alors mécanisées transférer aux différents corps d'armée :
- La 100e brigade de défense territoriale devient la 100e brigade mécanisée et est transférée à l'armée de Terre, puis en juillet 2024, les 125e, 127e, 128e brigade de défense territoriale[12].
- Les 124e et 126e brigade de défense territoriale sont transférées au corps de marine[13],[14].

## Commandants
- Iouri Halouchkine du 1er janvier 2022 au 15 mai 2022
- major général Ihor Tantsioura, (15 mai 2022)[15] au 9 octobre 2023
- Anatoliy Barhylevytch du 9 octobre 2023 au 11 février 2024[16]
- Ihor Plakhouta depuis le 11 février 2024[17].

## Articles connexes

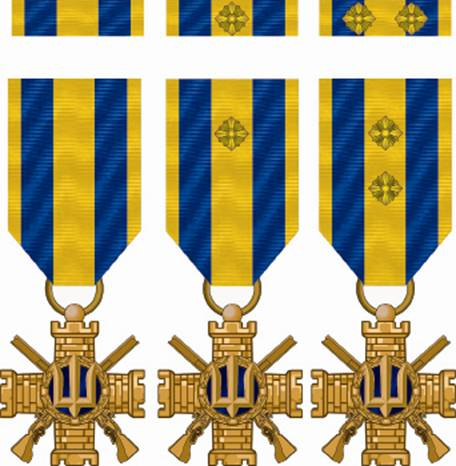
Croix des Forces de Défense Territoriale du Ministère de la Défense (Ukraine)